# ديسنا
ديسنا (Десна) هو نهر في روسيا وأوكرانيا، وهو الرافد الأيسر لنهر دنيبر. وتعني الكلمة «اليد اليمنى» في اللغة السلافية الشرقية القديمة. طوله 1130 كلم (702 ميل)، ويغطي حوضه 88900 كم مربع (34324 ميل مربع).